# Magerifelis peignei
Magerifelis peignei és una espècie extinta de mamífer carnívor de la família dels fèlids que visqué a Europa durant el Miocè mitjà. Se n'han trobat restes fòssils a Espanya i França. Es tracta de l'única espècie del gènere Magerifelis. En general, era de mida comparable la de Styriofelis, tot i que amb les dents canines inferiors proporcionalment més petites. Tenia un pes estimat de 7,61 kg. Sembla que tenia una mossegada potent que li permetia caçar preses de mida mitjana, sufocant-les amb mossegades al coll. El nom genèric Magerifelis significa 'gat de Madrid' en llatí, mentre que el nom específic peignei fou elegit en record del paleontòleg francès Stéphane Peigné.